# نيل بومونت
نيل بومونت هو لاعب كرة القدم الكندية كندي، ولد في 1941 في فانكوفر في كندا.